# Cimetière Saint-Médard
Cimetière Saint-Médard est un roman de Pierre Molaine publié en 1952 aux éditions Corrêa.
Le titre du roman, Cimetière Saint-Médard, semble renvoyer au souvenir des convulsionnaires ayant sévi en ce lieu parisien à partir du XVIIIe siècle.  Cela paraît confirmé dès le chapitre premier de l'ouvrage où, par analogie avec l'action se préparant et les personnages s'y engageant, il est fait allusion aux « ardeurs », aux « débordements » des fameux convulsionnaires  et « aux affres de leurs intempérances ».
Le manuscrit original de Cimetière Saint-Médard se trouve dans le Fonds Pierre Molaine de la Bibliothèque municipale de Lyon.

## Résumé

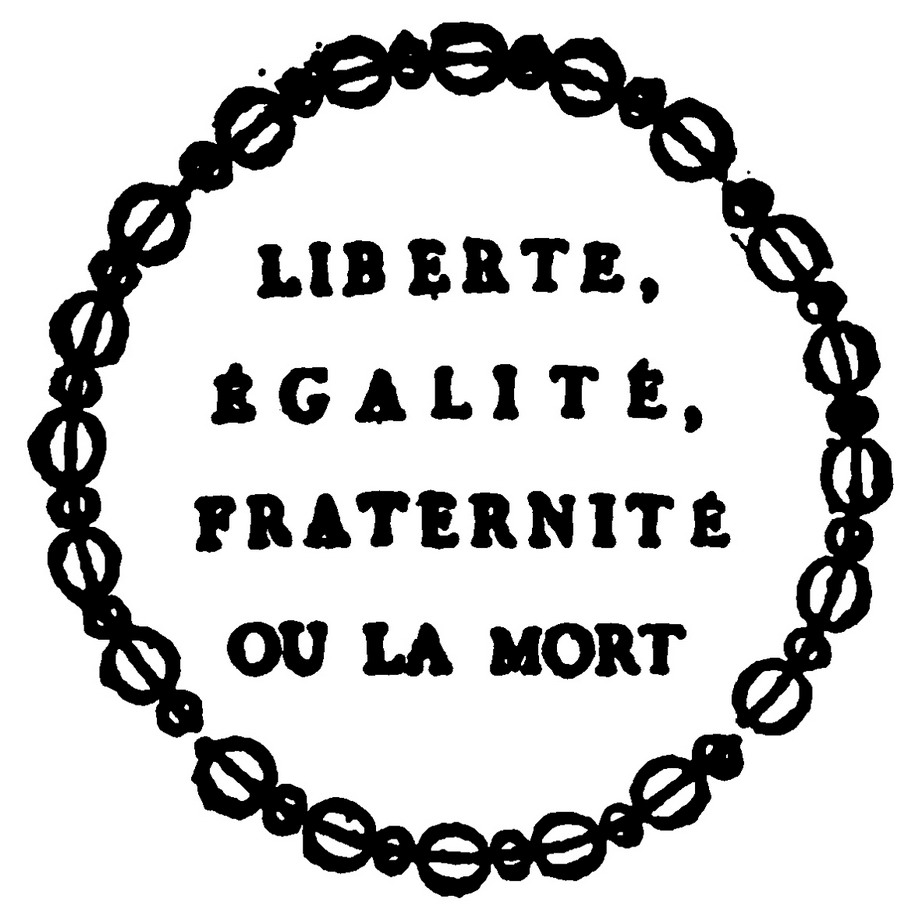
Devise révolutionnaire

C'est dans la commune populaire de Bourg-la-Reine que l'auteur a inscrit le cadre narratif de son roman. Nous sommes à l'époque où, au XXe siècle, de nombreux exilés politiques, Espagnols, Russes, souvent clandestins, ont trouvé refuge en France.
D'emblée, le récit, non sans brutalité, confronte le lecteur à la misère sociale et à la mort. 
Dans un hôtel lépreux, l'Hôtel du Vivarais, vit Hubert Blancpain, 20 ans , ainsi qu'un groupe d'immigrés russes, aussi buveurs que violents, parmi lesquels un certain Dimitri, tueur aux abattoirs.
Hubert, un fils de magistrat est inscrit à la Faculté de Droit de Paris. Après une enfance privée de présence maternelle et des études brillantes, il rompt avec un père, homme au caractère difficile et qui, retiré en Auvergne, souffre cruellement de la désaffection de son fils. En réaction contre son milieu familial et pour conformer sa vie à ses convictions, Hubert décide de mettre fin à ses études universitaires pour devenir simple ouvrier à l'usine Delestang-Mobili.
Louis Blétry - ami d'enfance devenu médecin et qui, à la demande du père d'Hubert, devait veiller sur ce dernier - l'en dissuade fermement. Christiane, jeune femme issue de la haute bourgeoisie, profondément et sincèrement amoureuse d'Hubert, tente de faire de même. En vain.
Alors, Louis met Hubert en relation  avec l'abbé Castaing, un prêtre épris de sainteté. Entre Hubert et Castaing se développe un échange rhétorique sur la manière d'y accéder : pour l'un le sacrifice dans l'action charitable, mais pour l'autre seule l'action révolutionnaire compte.
À l'usine  Delestang-Mobili travaille aussi Jean Blétry, frère de Louis, ingénieur polytechnicien, personnalité tourmentée, méfiante, solitaire, en marge des autres et même de sa femme. Arguant de ces travers, le patron, homme arrogant et malfaisant, licencie, sans vraie raison, Jean, ce qui conduit celui-ci au suicide.
Louis jure alors de venger son frère et, aidé de l'ensemble des ouvriers révoltés par la tournure des événements, participe avec Hubert à un mouvement ouvrier insurrectionnel qui se solde, dans la violence et le sang, par la mort, les armes à la main, du russe Dimitri, par l'arrestation d'Hubert et par sa condamnation à la prison, ce dernier récusant avec force le verdict d'une justice de classe.
Six mois plus tard, rendu à la liberté, Hubert rejoint l'Auvergne où son père, à l'agonie, mourra dans ses bras.
Louis et Hubert partiront pour l'Espagne combattre la dictature.